# Навозник трёхрогий
Навозник трёхрогий (лат. Typhaeus typhoeus) — жук семейства навозников-землероев (Geotrupidae).

## Описание
Жук длиной 15—24 мм. Окраска чёрная, блестящая. Клипеус спереди закруглён. Переднеспинка с выдающимися вперёд и несколько отдалёнными от передних угловбоковыми рогами, у самцов вся, кроме боков, у самок посередине диска гладкая. Надкрылья в глубоки точечных бороздках.

## Распространение
Южная и центральная Европа, Средиземноморское побережье, Малая Азия. Предпочитает песчаные почвы. В России отмечен лишь в Калининградской области.

## Экология и местообитания
Питается помётом кроликов. Делают 1,5 метровые вертикальные норки.

## Галерея

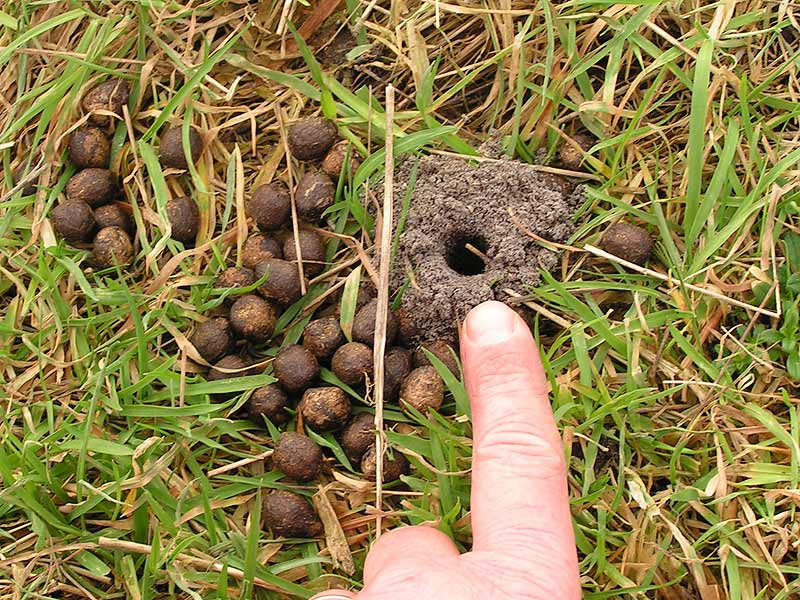
Норка навозника трёхрогого